# Spike Chunsoft
Spike Chunsoft (株式会社スパイク・チュンソフト?, Kabushikigaisha Supaiku Chunsofuto) è un'azienda giapponese di videogiochi. Fondata il 1º aprile 2012, consiste nella fusione tra Spike e Chunsoft, quest'ultima nota per la serie di videogiochi Pokémon Mystery Dungeon.

## Videogiochi

### Sviluppati come Spike
- Conception: Ore no Kodomo o Undekure!
- Crimson Tears
- Danganronpa: Trigger Happy Havoc
- Danganronpa 2: Goodbye Despair
- Dragon Ball: Raging Blast
- Dragon Ball: Raging Blast 2
- Dragon Ball Z: Budokai Tenkaichi
- Dragon Ball Z: Budokai Tenkaichi 2
- Dragon Ball Z: Budokai Tenkaichi 3
- Dragon Ball Z: Tenkaichi Tag Team
- Dragon Ball Z: Ultimate Tenkaichi
- Dragon Ball: Sparking ZERO!
- Elvandia Story
- Escape from Bug Island (Necro-Nesia in Giappone)
- Fire Pro Wrestling
- Michigan
- King of Colosseum
- King of Colosseum II
- LifeSigns: Surgical Unit
- Racingroovy (con Sammy Studios)
- Shinjyuku no Ōkami
- Twilight Syndrome: Kinjiratera Toshi Densetsu
- 428: Shibuya Scramble (porting per PlayStation 3 e PlayStation Portable)

### Sviluppati come Chunsoft
- The Portopia Serial Murder Case (1983)
- Dragon Quest (1986)
- Dragon Quest II (1987)
- Dragon Quest III (1988)
- Dragon Quest IV (1990)
- Famicom Jump II: Saikyō no Shichinin (1991)
- Dragon Quest V: Hand of the Heavenly Bride (1992)
- Otogirisō (1992)
- Torneko's Great Adventure: Mystery Dungeon (1993)
- Kamaitachi no Yoru Advance (1994)
- Banshee's Last Cry (1994)
- Mystery Dungeon: Shiren the Wanderer (1995)
- Machi: Unmei no Kousaten (1998)
- Torneko: The Last Hope (1999)
- Shiren the Wanderer 2
- Shiren the Wanderer GB2 (2001)
- Dragon Quest Characters: Torneko's Great Adventure 2 - Mystery Dungeon (Torneko: The Last Hope) (2001)
- Dragon Quest Characters: Torneko no Daibōken 2 (2002)
- Dragon Quest Characters: Torneko's Great Adventure 3: Mystery Dungeon (2004)
- The Nightmare of Druaga: Fushigino Dungeon (2004)
- Pokémon Mystery Dungeon: Squadra rossa e Squadra blu (2005)
- Homeland (2005)
- Mystery Dungeon: Shiren the Wanderer (2005)
- Shiren the Wanderer DS2 (2006)
- Imabikisō (2007)
- 428: Shibuya Scramble (2007)
- Shiren the Wanderer (2008)
- Pokémon Mystery Dungeon: Esploratori del tempo ed Esploratori dell'oscurità (2009)
- Pokémon Mystery Dungeon: Keep Going! Blazing Adventure Squad!, Let's Go! Stormy Adventure Squad!, and Go For It! Light Adventure Squad! (2009)
- Nine Hours, Nine Persons, Nine Doors (2009)
- Shiren the Wanderer: The Tower of Fortune and the Dice of Fate (2010)
- Pokémon Mystery Dungeon: Esploratori del cielo (2010)
- Kowa-Oto (2010)
- Shiren the Wanderer 4: The Eye of God and the Devil's Navel (2010)
- Wii Play: Motion (2011)
- Zero Escape: Virtue's Last Reward (2012)

### Sviluppati come Spike Chunsoft
- Conception: Ore no Kodomo o Undekure! (PlayStation Portable, 2012) (solo la pubblicazione)
- Kenka Banchō Bros. Tokyo Battle Royale (PlayStation Portable, 2012)
- Danganronpa 2: Goodbye Despair (PlayStation Portable, PlayStation Vita, Microsoft Windows, PlayStation 4, 2012)
- Danganronpa: Trigger Happy Havoc (Android, iOS, PlayStation Vita, Microsoft Windows, PlayStation 4, 2012)
- Shiren the Wanderer 4 Plus: The Eye of God and the Devil's Navel (Nintendo DS, PlayStation Portable, 2012)
- Pokémon Mystery Dungeon: I portali sull'infinito (Nintendo 3DS, 2012)
- Conception II: Children of the Seven Stars (Nintendo 3DS, PlayStation Vita, Microsoft Windows, 2013)
- StreetPass Battle / Warrior's Way (Nintendo 3DS, 2013)
- Nine Hours, Nine Persons, Nine Doors (iOS, 2013)
- Attack on Titan: Humanity in Chains (Nintendo 3DS, 2013)
- J-Stars Victory Vs (PlayStation 3, PlayStation Vita, 2014)
- Fossil Fighters: Frontier (Nintendo 3DS, 2014)
- Sekai Seifuku: Costume Fes. (PlayStation Vita, 2014)
- Danganronpa Another Episode: Ultra Despair Girls (PlayStation Vita, Microsoft Windows, PlayStation 4, 2014)
- Danganronpa: Unlimited Battle (iOS, Android, 2015)
- Kenka Bancho 6: Soul & Blood (Nintendo 3DS, 2015)
- Ukiyo no Shishi (PlayStation 3, 2015)
- Ukiyo no Roushi (PlayStation Vita, 2015)
- Etrian Mystery Dungeon (Nintendo 3DS, 2015)
- Shiren the Wanderer 5 Plus (PlayStation Vita, 2015)
- J-Stars Victory Vs+ (PlayStation 4, PlayStation 3, PlayStation Vita, 2015)
- Mystery Chronicle: One Way Heroics (PlayStation 4, PlayStation Vita, Microsoft Windows, 2015)
- Pokémon Super Mystery Dungeon (Nintendo 3DS, 2015)
- Exist Archive: The Other Side of the Sky (sviluppato insieme a Tri-Ace) (PlayStation 4, PlayStation Vita, 2015)
- Mario & Sonic ai Giochi Olimpici di Rio 2016 (Nintendo 3DS, 2016)
- One Piece: Burning Blood (PlayStation 4, Xbox One, PlayStation Vita, Microsoft Windows, 2016)
- Zero Time Dilemma (Nintendo 3DS, PlayStation Vita, Microsoft Windows, 2016)
- Fire Pro Wrestling World (Microsoft Windows, PlayStation 4, 2017)
- Danganronpa V3: Killing Harmony (PlayStation 4, PlayStation Vita, Microsoft Windows, 2017)
- Project Psync
- Zanki Zero (PlayStation 4, PlayStation Vita, Microsoft Windows, 2018)
- Jump Force (PlayStation 4, Xbox One, Microsoft Windows, 2019)
- AI: The Somnium Files (Microsoft Windows, Nintendo Switch, PlayStation 4, 2019)
- One-Punch Man: A Hero Nobody Knows (Microsoft Windows, PlayStation 4, Xbox One, 2020)
- Pokémon Mystery Dungeon: Squadra di soccorso DX (Nintendo Switch, 2020)

### Localizzati per la pubblicazione in Giappone
- Hotline Miami (2012)
- The Witcher 2: Assassins of Kings (2012)
- Saints Row: The Third (2012)
- Kingdoms of Amalur: Reckoning (2012)
- Dead Island: Riptide (2013)
- Metro: Last Light (2013)
- Terraria (2013)
- Epic Mickey: Power of Illusion (2013)
- Epic Mickey 2: The Power of Two (2013)
- CastleStorm (2015)
- Grand Kingdom (2015)
- Hotline Miami 2: Wrong Number (2015)
- The Witcher 3: Wild Hunt (2015)
- Crypt of the NecroDancer (2016)
- Steins;Gate (2018)
- Steins;Gate 0 (2018)
- ChäoS;Child (2019)
- Steins;Gate Elite (2019)
- Steins;Gate Linear Bounded Phenogram (2019)
- 8-bit ADV Steins;Gate (2019)
- Steins;Gate: My Darling's Embrace (2019)
- Robotics;Notes Elite & DaSH (2020)
- Anonymous;Code (2023)